# Koh-e Keshni Khan
El Koh-e Keshni Khan (també Koh-i-Keshnikhan o Keshnikhan) és una muntanya que forma part de la gran serralada de l'Hindu Kush.
El Koh-e Keshni Khan s'alça fins als 6.745 msnm i es troba al Corredor de Wakhan, a la província de Badakhshan, al nord-est de l'Afganistan. El Koh-e Keshni Khan és una de les muntanyes més altes que estan completament dins de l'Afganistan. Es troba a tan sols 4,75 km de la carena principal de l'Hindu Kush i la frontera amb el Pakistan. El Noshaq, principal elevació de l'Afganistan, es troba 17,5 quilòmetres al sud-sud-oest del Koh-e Keshni Khan.

## Ascensions
El Koh-e Keshni Khan va ser escalat per primera vegada el 27 de juliol de 1963 pels austríacs Sepp Kutschera i Werner Pongratz. L'endemà també assoliren el cim Alois Maier i Rainer Weiss.